# Mystère et mélancolie d'une rue
Mystère et mélancolie d'une rue (en italien : Mistero e melanconia di una strada) est un tableau de l'artiste italien Giorgio De Chirico, réalisé en 1914.

## Description
Mystère et mélancolie d'une rue est une peinture à l'huile sur toile, mesurant 87 cm de haut sur 71,5 cm de large. Elle décrit une rue encadrée par deux longs bâtiments blancs parcourus de colonnades. Les ombres sont nettes, comme éclairées par un soleil méditerranéen, et divise le tableau en deux parties : à gauche, la façade du bâtiment est totalement éclairée ; à droite, l'édifice est plongé dans l'ombre et celle qu'il projette s'étend sur la partie inférieure du tableau. Le sol de la rue est jaune. Le ciel est bleu-vert. Ils se rejoignent à l'horizon, matérialisé dans un petit espace visible entre les deux bâtiments, vers le tiers supérieur du tableau.
Dans le côté inférieur gauche, en plein soleil (mais uniquement représentée par une silhouette sombre), une jeune fille remonte la rue en faisant tourner un cerceau. Vers le haut de la rue, une forme humaine — probablement une statue — est masqué par le bâtiment de droite et seule son ombre est visible sur le sol. Dans la moitié inférieure droite, à l'ombre du bâtiment de droite, un wagon vide, ses portes ouvertes.
Les perspectives des différents éléments du décor sont mutuellement contradictoires : si le point de fuite du bâtiment de gauche définit l'horizon, celui du bâtiment de droite semble se situer vers le milieu du tableau,. Le wagon est quant à lui représenté en perspective isométrique. Selon James T. Soby, « la géométrie a été délibérément modifiée à des fins de suggestion poétique »,.

## Historique
Giorgio De Chirico peint Mystère et mélancolie d'une rue en 1914 ; il vit alors à Paris. Le tableau est effectué pendant la période « métaphysique » de son œuvre (vers 1909-1919). Plusieurs tableaux de cette époque comportent des éléments similaires. En particulier, Chirico est marqué par l'architecture des villes de Turin et Florence, dont il perçoit le « caractère métaphysique » du fait de leur ordonnancement spatial. Les arcades sont propres à cacher des secrets ; les forts contrastes entre les ombres et la lumière soulignent l'absence énigmatique d'êtres humains, comme pris au piège dans d'étroits endroits inaccessibles.
Les critiques soulignent le caractère menaçant de l'ombre de la forme humaine — hors champ — envers la jeune fille. Il n'est pas possible de savoir à qui elle appartient. Toutefois, par comparaison avec d'autres peintures de la même époque, on peut supposer qu'il s'agit d'une statue plutôt que d'un être humain.
Le wagon apparaît également dans un autre tableau de Chirico, L'Angoisse du départ, réalisé en 1914. Il y est cependant représenté totalement clos.
La jeune fille au cerceau ne se rencontre nulle part ailleurs dans l'œuvre de Chirico. Selon James T. Soby, il pourrait avoir été influencé par une fille représentée sur le tableau de Georges Seurat Un dimanche après-midi à l'Île de la Grande Jatte, peint en 1886,.
En 2016, le tableau appartient à un collectionneur privé.
De Chirico reprend le thème vers 1925 avec un tableau visuellement similaire, conservé à la Kunsthalle de Hambourg. Il réalise une copie vers 1960 (antidatée en 1948), intitulée Misterio malinconia e di una strada, fanciulla con cerchio (Mystère et Mélancolie d'une rue, jeune fille avec cerceau). Les arcades du bâtiments de gauche y sont plus petites, l'ombre projetée par le personnage invisible est dépourvue de mains, le wagon n'a pas de roues, des bagages sont dispersés autour.